# María José Granatto
María José Granatto  (La Plata, 21 de abril de 1995) es una jugadora de hockey sobre césped argentina. Se desempeña en el club Santa Bárbara y en el Club Junior de Sant Cugat. También forma parte de la Selección nacional.

## Carrera deportiva
A nivel clubes, se formó en Santa Bárbara Hockey Club de su ciudad.  
Con la Selección Juvenil fue campeona en el Campeonato Mundial Junior 2016 y subcampeona en 2013.

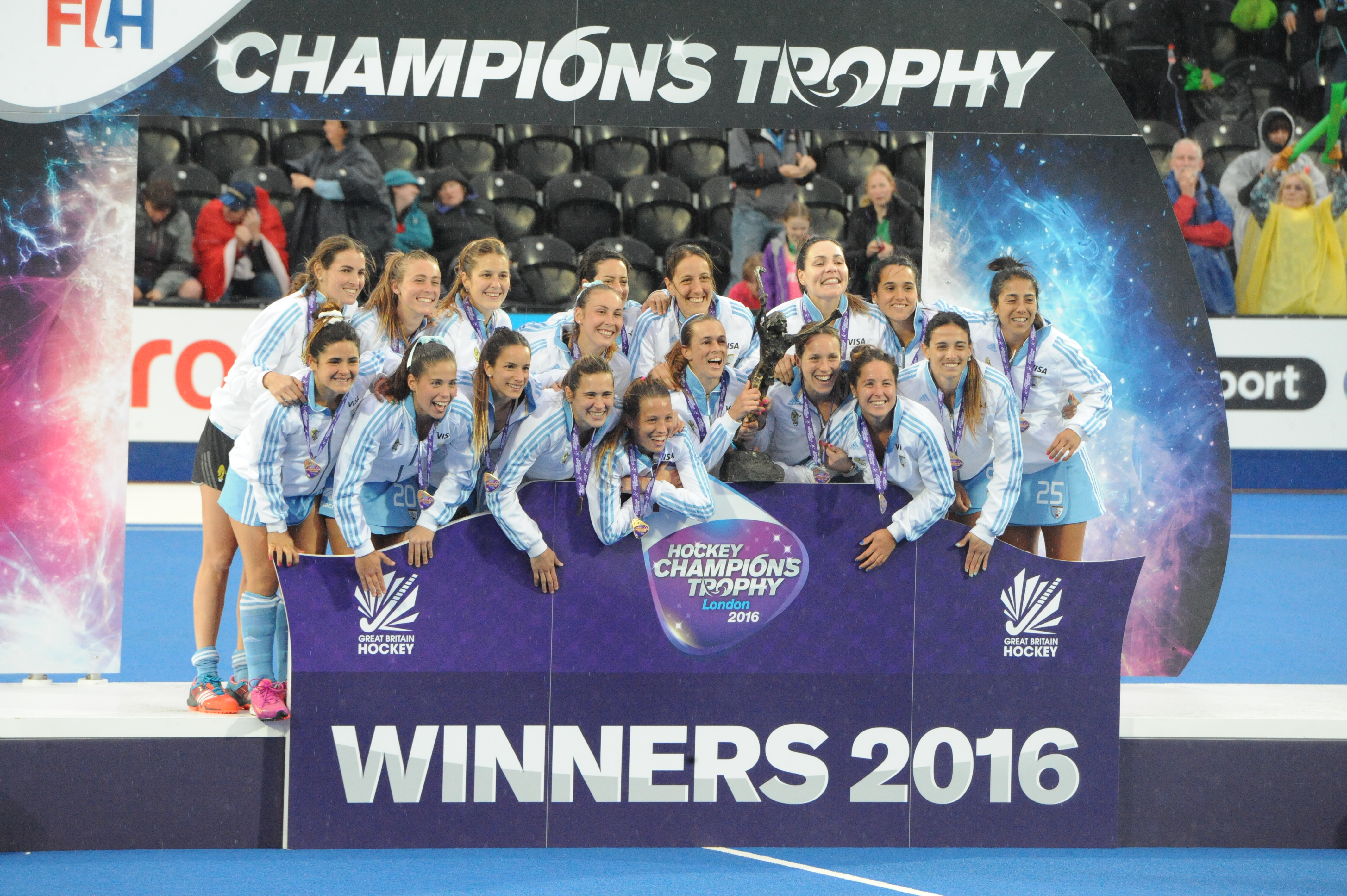
Festejos en la obtención del Champions Trophy 2016.

Formó parte del equipo que participó en los Juegos Olímpicos de Río de Janeiro 2016, donde convirtió dos goles. En 2016, obtuvo su primer título con la Selección mayor en el Champions Trophy realizado en Londres, Inglaterra. En 2017, obtuvo la Copa Panamericana disputada en Lancaster, Estados Unidos.  En el Campeonato Mundial de 2018, anotó un gol.
Pasados sus 20 años, fue elegida dos veces Mejor Jugadora Joven del Mundo por la Federación Internacional de Hockey en 2016 y 2017, respectivamente.
En 2018 obtuvo la medalla de bronce en el Champions Trophy. En agosto de 2019, logró la medalla de oro en los Juegos Panamericanos de Lima, Perú. En agosto de 2021, obtuvo la medalla de plata en los Juegos Olímpicos de Tokio 2020.
En 2022, María José logró la clasificación al Campeonato Mundial tras ganar la Copa Panamericana realizada en Chile. Además, obtuvo la medalla de oro en la Hockey Pro League y el segundo puesto en el Campeonato Mundial donde fue elegida por la Federación Internacional de Hockey como la mejor jugadora del torneo.
En 2023 integró la Selección que compitió en los Juegos Panamericanos donde ganó la medalla de oro y logró la clasificación a los Juegos Olímpicos de París 2024.
En los Juegos Olímpicos de París 2024, consiguió ganar la medalla de bronce luego de haber caído en semifinales ante la Selección de Países Bajos y vencido a Bélgica en la tanda de penales 3 a 1 en el partido por el tercer puesto.

## Premios y distinciones
- 2016 - Mejor jugadora joven del Champions Trophy.

- 2016 - Mejor Jugadora Joven del Mundo de la FIH.[11]

- 2017 - Mejor Jugadora Joven del Mundo de la FIH.[12]

- 2022 - Mejor jugadora del Campeonato Mundial de 2022.[13]